# Ö

الـ"Ö" أو الـ"ö" هو حرف يُستَخدم في الكثير من الأبجديات اللاتينية المُوسَّعة، ويُستخدم حرف "O" مع شكلات مضافة إليه عادة للإشارة إلى مصوتيه الأماميَّين المتوسطين، المغلق المدور والذي يرمز له بالصوتية الدولية برمز «ø» والمفتوح المدور ويرمز له بالأبجدية الصوتية برمز«œ». وفي بعض اللغات التي لا توجد فيها الشكلة الأصلية التي تضاف إلى الحرف، تضاف إليه شكلة أخرى تجزم آخره، على الرُّغم من أن نطقه يَظل «o» كما هوَ.

## لغات الاستخدام
يُستخدم حرف "Ö" في العديد من اللغات، بينها:
- اللغة الألمانية.
- اللغة الإستونية.
- اللغة التركية.
- اللغة السويدية.
- اللغة الفنلندية.
- اللغة الهنغارية.